# فابيو فابياني
فابيو فابياني (بالإيطالية: Fabio Fabiani)‏ هو متسابق دراجات نارية إيطالي، ولد في 13 أكتوبر 1974 في رافينا في إيطاليا.

## وصلات خارجية
- الموقع الرسمي
- فابيو فابياني على موقع DriverDB.com (الإنجليزية)